# Guasca
Pour la plante nommée Guasca, voir Galinsoga parviflora.
Guasca est une municipalité située dans le département de Cundinamarca, en Colombie.

## Géographie
la municipalité est située au nord-est de Bogotá, à environ 55 km en passant par la ville de La Calera, ou à 65 km en passant par celle de Sopó.